# Utricularia fenshamii
Utricularia fenshamii — вид рослин із родини пухирникових (Lentibulariaceae).
Видовим епітетом вшановано доцента Родеріка Феншама зі Школи біологічних наук, Університету Квінсленда та Гербарію Квінсленду, який зробив великий внесок у наші знання про біологію та екологію курганних джерел, поширених у Великому Артезіанському басейні.

## Біоморфологічна характеристика
Багаторічна наземна трав'яниста рослина малого та середнього розміру. Ризоїди капілярні, прості, довжиною до 20 мм, товщиною 0.1–0.3 мм, численні від основи квітконіжки. Столони нечисленні, ниткоподібні товщиною 0,2–0,3 мм, нерозгалужені, до 50 мм завдовжки, довжина міжвузля ≈ 1 мм, вузли злегка потовщені. Листки численні, по кілька від основи квітконіжки і часто по три з міжвузлів столона; пластинка м'ясиста, у товщину 0.15 мм, у довжину 3–8 мм, ушир 0.2–0.5 мм, від лінійної до зворотно-яйцюватої форми, верхівка закруглена. Пастки численні біля основи квітконіжки і до трьох у вузлах столону, ± однорідні, яйцеподібні, 1.5–2.5 мм завдовжки, горловина збоку, з відкидним всередину спинним відростком, два бічні відростки дещо сплюснуті. Суцвіття прямовисне, одиночне 80–250 мм завдовжки. Квітки 2–4, часто 3, рідше 1, в супротивних парах. Частки чашечки нерівні; верхня частка ≈ 3 × 2.6 мм, яйцювата з закругленою верхівкою; нижня частка ≈ 2,5 × 2.2 мм з вирізаною верхівкою. Віночок синьо-фіолетовий; нижня губа у довжину 6–10 мм; верхня губа у довжину 5 мм. Коробочка куляста, у діаметрі 2–4 мм. Насіння зворотно-яйцювате, ≈ 0,75 × 0.3 мм. Пилок ≈ 30 × 30 мкм. 

## Середовище проживання
Цей вид має широке але розсіяне поширення в Квінсленді, Новому Південному Уельсі та Південній Австралії.
Вид, схоже, пов’язаний майже виключно з курганними джерелами, пов’язаними з Великим Артезіанським басейном.